# Eric Bauza
Eric Adrian Bauza (Scarborough, 7 dicembre 1979) è un doppiatore e comico canadese.
Principalmente attivo come doppiatore, ha lavorato in molte serie animate ed anche film come Alvin Superstar 2. È anche un comico.

## Doppiatori italiani
Nelle versioni italiane delle opere in cui ha doppiato, Eric Bauza è sostituito da:
- Marco Mete, Massimiliano Alto, Marco Baroni, Mino Caprio, Alberto Angrisano in Space Jam: New Legends
- Simone Crisari in Batman vs. Teenage Mutant Ninja Turtles
- Davide Garbolino in Pichiarello - Il film, Picchiarello al campo estivo
- Luigi Ferraro in T.O.T.S - Trasporto Organizzato Teneri Supercuccioli
- Alessio De Filippis, Federico Di Pofi in Un'avventura spaziale - Un film dei Looney Tunes